# Élymas
Élymas (« sorcier »), dont le surnom est Bar-Jésus (lat. Bariesu, arc. Bar-Yeshoua, lit. « fils de Jésus »), est un magicien ou sorcier juif mentionné au chapitre 13 des Actes des Apôtres dans le Nouveau Testament.
Le Codex Bezæ a Étoimas (grec Ἐτοίμας) au lieu de Élymas (grec Ἔλυμας) dans les versions majoritaires du Nouveau Testament. Ce nom d'Étoimas doit être rapproché du magicien qui réalisa l'envoûtement d'amour sur la princesse Drusilla de Judée au profit du procurateur Antonius Felix (Flavius Josèphe, Antiquités juives, livre XX, 142) ; ce magicien s'appelle dans l'œuvre de Flavius Josèphe Atomos, nom qui proviendrait soit du grec et signifierait alors « indivisible » ; soit plus vraisemblablement de l'araméen te'ômâ (תאומא), qui signifie « jumeau » et qui a donné le prénom Thomas.

## Dans le Nouveau Testament
L'unique mention d'Élymas se trouve dans le livre des Actes des Apôtres.
Arrivés à Paphos en Chypre, Paul de Tarse et Saint Barnabé se heurtent à l'opposition d'Élymas - qualifié de « magicien » et « faux prophète juif - quand Sergius Paulus, proconsul romain, leur demande de venir lui parler de Jésus. Paul déclare qu'en conséquence, Dieu a décidé de rendre Élymas temporairement aveugle. Ce dernier perd instantanément la vue et Sergius Paulus se convertit au christianisme.